# 水力帝国
水力帝国（英語：Hydraulic empire）意思是通过控制供水来保持对人口增长控制的帝国，又可稱為水力专制主義（Hydraulic despotism）或水垄断帝国（Water monopoly empire）。这个术语由德裔美国历史学家魏復古始創於其1957年的著作《东方专制主义》中。
许多历史上最早的文明，诸如古埃及和美索不达米亚都是水力帝国。
虽然大多数水力帝国存在于沙漠地区，但是中国由于需要耕种大量的稻米，所以在皇帝统治时也有类似的特征。但是，中国先秦上古时期的粮食种植主要在黄河流域，魏晋南北朝北方人口大量南迁，水稻才上升为一种重要的粮食作物。
因为控制了至关重要的水资源，给予政府控制人们生死的权利，极端专制统治是水力帝国的典型特征（历史上，许多这种帝国把他们的统治者尊为神）。因为政府权力极端高度集中，无法找到一个独立的贵族。大众革命根本不可能，王朝可能会消失或被暴力推翻，但是新政体与旧政体差别只会很少。水力帝国只能被外围的侵略者所毁灭。
近代以色列作者E·G·本描写了在中东國家间所盛行的长期武装冲突，是如何受此形式所影响。其更盛于伊斯兰教，且在中东和西方冲突间起了决定性的作用。